# Fritz Erler

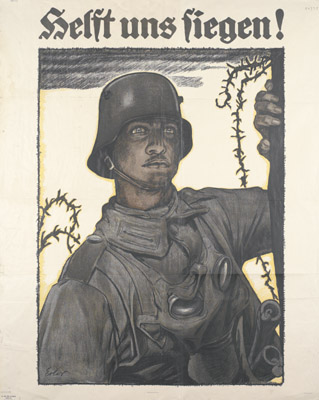
"Ajuda-nos a vencer!" Poster da autoria de Fritz Erler.

Fritz Erler (15 de Dezembro de 1868 em Frankenstein na Silésia - 11 de Dezembro de 1940 em Munique) foi um pintor e designer alemão. 
Embora mais talentoso como designer de interiores, ele é conhecido por ser o autor de vários posteres de propaganda alemã durante a Primeira Guerra Mundial. 

## Curiosidades
Durante o período  nacional-socialista Erler criou retratos de Adolf Hitler e Franz von Epp, ganhando um bom dinheiro com eles.